# 中国共产党岳阳市委员会
中国共产党岳阳市委员会（简称中共岳阳市委）是中国共产党在湖南省岳阳市的领导机关。

## 职责
根据《中国共产党地方委员会工作条例》，中国共产党地方委员会主要实行政治、思想和组织领导，承担下列职能：
1. 对本地区重大问题作出决策。
2. 通过法定程序使党组织的主张成为地方性法规、地方政府规章或者其他政令。
3. 加强对本地区宣传思想文化工作的领导，牢牢掌握意识形态工作领导权、话语权。
4. 按照干部管理权限任免和管理干部，向地方国家机关、政协组织、人民团体、国有企事业单位等推荐重要干部。
5. 支持和保证人大、政府、政协、法院、检察院、人民团体等依法依章程独立负责、协调一致地开展工作，发挥这些组织中党组的领导核心作用。
6. 加强对本地区群团工作和统一战线工作的领导。
7. 动员、组织所属党组织和广大党员，团结带领群众实现党的目标任务。

## 历任书记

### 岳阳专区和岳阳地区时期[2]
| 姓名   | 就任日期  | 离任日期  | 备注                            |
| ------ | --------- | --------- | ------------------------------- |
| 赵处琪 | 1964年8月 | 1966年5月 | 1964年9月岳阳专区从湘潭专区分设 |
| 宋裕宽 | 1971年4月 | 1973年7月 | 1970年岳阳专区改为岳阳地区      |
| 齐寿良 | 1973年7月 | 1973年8月 |                                 |
| 董志文 | 1973年8月 | 1977年9月 |                                 |
| 张月桂 | 1977年9月 | 1983年8月 |                                 |
| 詹顺初 | 1983年8月 | 1986年2月 | 岳阳地区和地级市并存            |

### 岳阳市
| 届次 | 姓名   | 就任日期   | 离任日期   | 备注              |
| ---- | ------ | ---------- | ---------- | ----------------- |
| 1    | 李朗秋 | 1983年8月  | 1986年2月  | [ 4 ]             |
| 2    | 储波   | 1986年2月  | 1991年3月  | 1986年2月地市合并 |
| 3    | 谢培清 | 1991年3月  | 1993年10月 |                   |
| 4    | 罗桂求 | 1993年10月 | 1995年4月  |                   |
| 5    | 阳宝华 | 1995年4月  | 1998年2月  |                   |
| 6    | 张昌平 | 1998年2月  | 2000年1月  |                   |
| 7    | 于来山 | 2000年1月  | 2004年4月  |                   |
| 8    | 易炼红 | 2004年5月  | 2011年12月 |                   |
| 9    | 黄兰香 | 2011年12月 | 2013年3月  |                   |
| 10   | 卿渐伟 | 2013年3月  | 2016年12月 |                   |
| 11   | 胡忠雄 | 2016年12月 | 2018年1月  | [ 6 ]             |
| 12   | 刘和生 | 2018年2月  | 2019年12月 | [ 7 ]             |
| 13   | 王一鸥 | 2019年12月 | 2022年1月  |                   |
| 14   | 曹普华 | 2022年1月  | 2023年12月 |                   |
| 15   | 谢卫江 | 2023年12月 |            | 省委常委兼        |